# Piz Kesch
Der Piz Kesch ⓘ (rätoromanisch Piz d'Es-chaⓘ [pit͡s deʃˈt̠͡ɕa]) ist mit 3417,7 m ü. M. der höchste Berg der Albula-Alpen und der Gemeinden Bergün Filisur und Zuoz in der Schweiz. Mit einer Schartenhöhe von mehr als 1500 Metern gehört der Piz Kesch zu den so genannten Ultra Prominent Peaks. Dank seiner zentralen Lage ist er einer der aussichtsreichsten Berge der Bündner Alpen und deshalb oft besucht. Die Weitsicht reicht von den Ötztaler Alpen und Grödner Dolomiten, dem Ortler und Adamello über die Berninagruppe bis zu den Walliser und Berner Viertausendern.
Vom höchsten Punkt im Westen (3417 m ü. M.) zieht sich ein zum Teil scharfer Grat gegen Südosten zum Mittelgipfel (3405 m ü. M.). Von dort zieht sich der Grat weiter nach Nordosten zur Aguoglia d'Es-cha, auch Keschnadel genannt (3386 m ü. M.).

## Lage und Umgebung

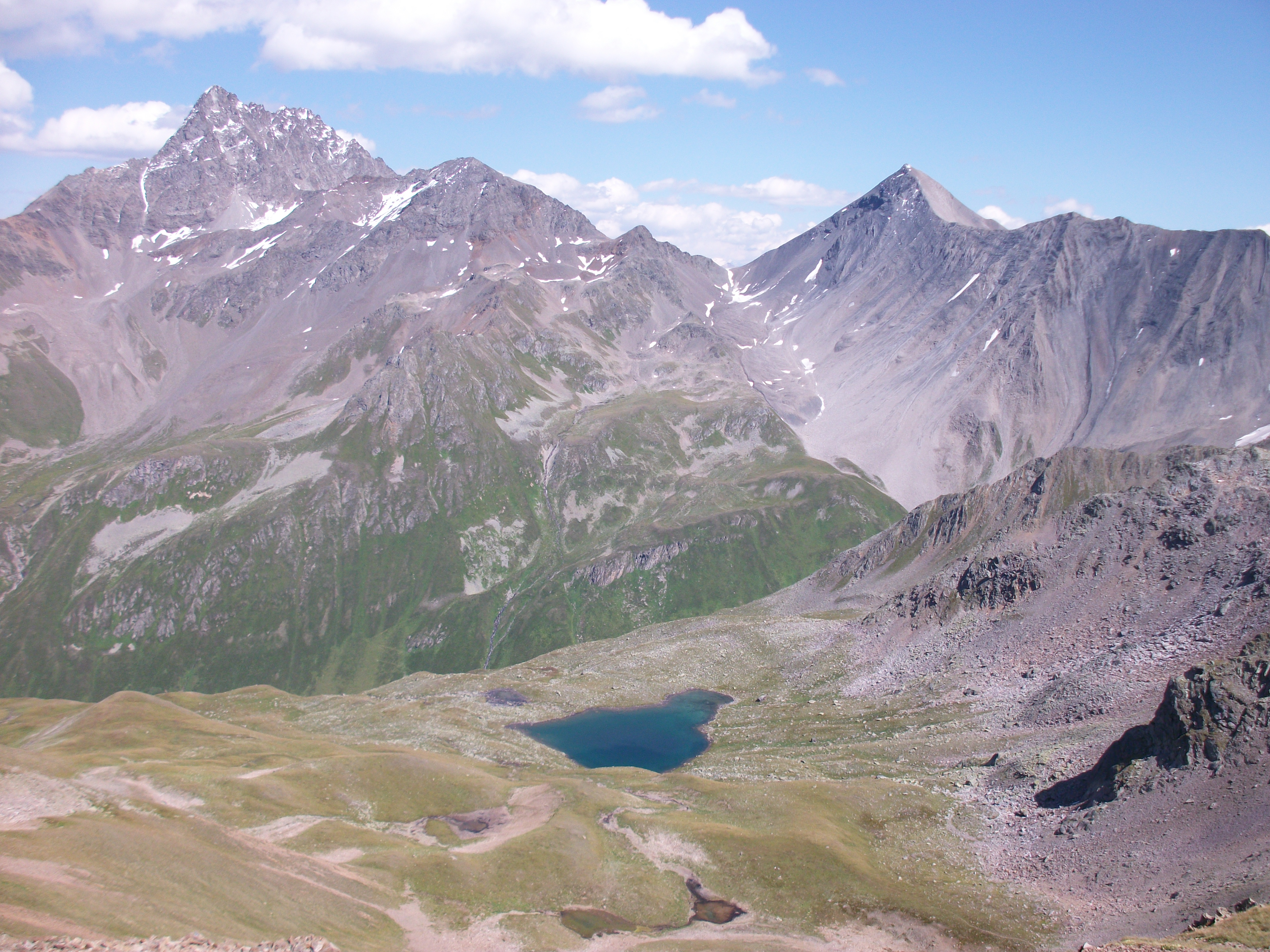
Blick von Westen auf den Piz Kesch, rechts der Piz Blaisun, im Vordergrund der See Murtel da Lai

Der Piz Kesch gehört zur Kesch-Gruppe, einer Untergruppe der Albula-Alpen. Über den Gipfel verläuft die Gemeindegrenze zwischen Bergün Filisur und Zuoz.
Zu den Nachbargipfeln gehören der Kesch Pitschen im Norden, der Piz Porchabella und der Piz Val Müra im Osten, der Piz Cotschen, der Piz Pischa, der Piz Blaisun und der Piz Üertsch im Süden, sowie die Tschimas da Tisch, der Piz Darlux und der Piz Fregslas im Westen.
Von Norden bis Osten ist der Piz Kesch von einem Gletscher umgeben, dem Vadret da Porchabella. Südöstlich des Berges befindet sich ein weiterer Gletscher, der Vadret d'Es-cha.
Talorte sind Bergün/Bravuogn und Madulain. Häufige Ausgangspunkte sind die Kesch-Hütte und die Es-cha-Hütte.

## Entstehung des Namens
Der deutsche Name „Kesch“ stammt vermutlich vom Personennamen Quesch ab, eine Kurzform von Arquisch, Hartwig.
Der romanische Name Es-cha stammt vom gallischen Wort asc ab, kollationiert mit asca für „Weide“.

## Routen zum Gipfel
Der einfachste Aufstieg erfolgt von der Kesch-Hütte (2625 m ü. M.). Beim Aufstieg läuft man zunächst über einen Gletscher bis ca. 200 Höhenmeter unterhalb des Gipfels. Beim Punkt 3008, Porta d’Es-cha, stösst zuvor noch die Route von der Es-cha-Hütte dazu. Der Gipfelaufstieg ist im Winter nur mit Steigeisen und Pickel empfehlenswert.
Die Keschhütte ist erreichbar von Bergün/Bravuogn aus oder via Sertigpass vom Sertig in der Landschaft Davos. Der längste Zugang besteht von der Engadiner Seite her, von S-chanf kommend. Eine mehrtägige Wanderung heisst Kesch-Trek und führt vom Dischma via Scalettapass aus nördlicher Richtung zur Keschhütte. Sie verbindet die Keschhütte mit der Es-cha-Hütte und damit beide Hütten am Piz Kesch.

### Sommerrouten
Der Piz Kesch wurde auf unzähligen Routen und Varianten erstiegen, von denen in unserer Zeit nur noch zwei regelmässig benutzt werden. Wegen der schlechten Felsqualität, die in keinem Verhältnis zu den Schwierigkeiten steht, meidet man die anderen Routen.

#### Über den Nordostsporn
Route der Erstbesteiger

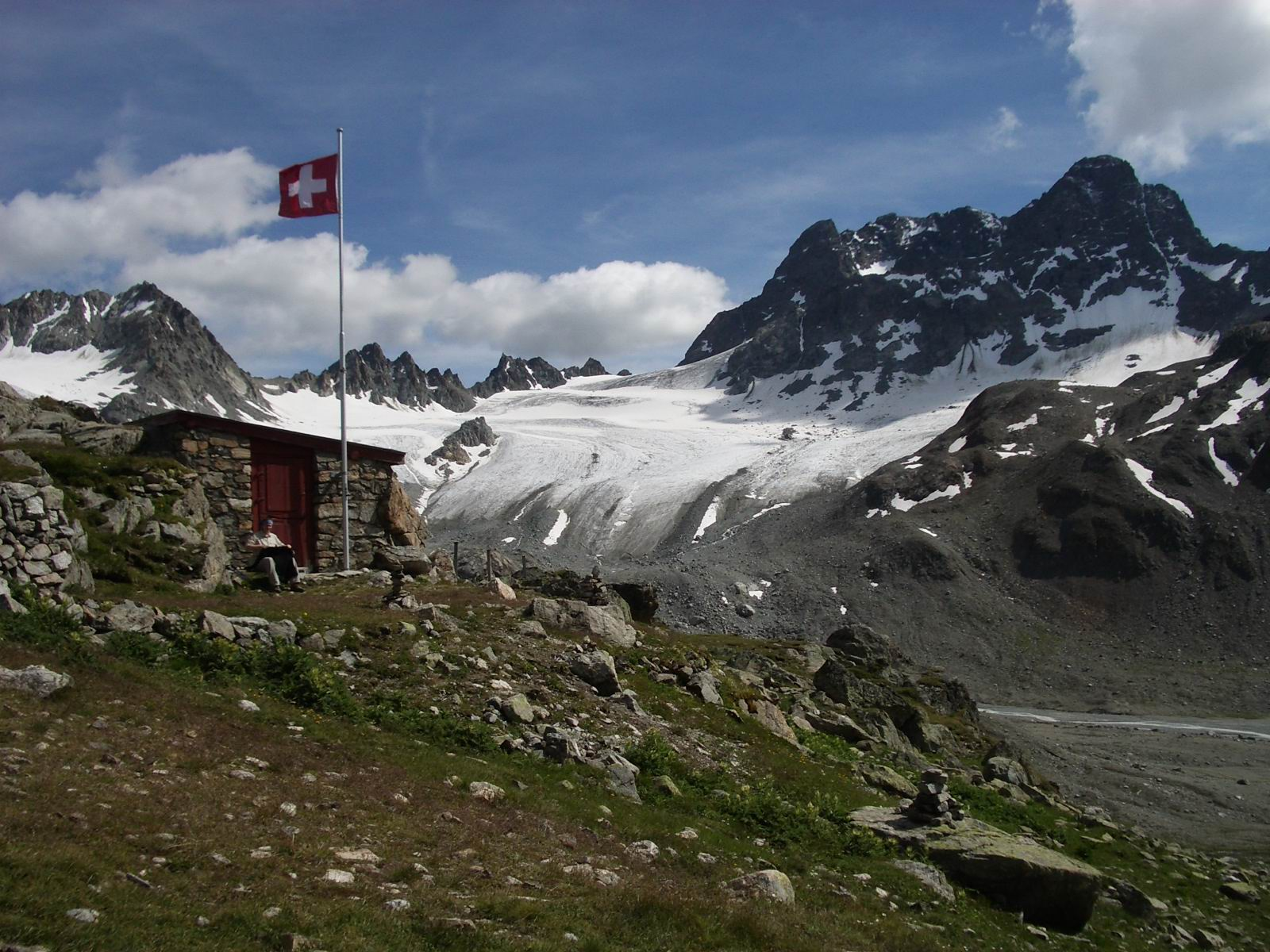
Blick nach Süden von der Keschhütte auf Porchabella Gletscher und Piz Kesch

- Ausgangspunkt: Keschhütte (2632 m) oder Es-cha-Hütte (2594 m)
- Via: Von der Keschhütte bis fast zur Porta d'Es-cha (3008 m), von der Es-cha-Hütte über die Porta d'Es-cha, durch die Gletschermulde zwischen dem Hauptgipfel und der Keschnadel bis zu deren Nordwestecke, dann zum Nordostkamm.
- Schwierigkeit: WS
- Zeitaufwand: 3 Stunden von der Keschhütte sowie von der Es-cha-Hütte, 1½ Stunden von der Porta d'Es-cha
- Bemerkung: In den Kletterstellen ist der Fels ziemlich solide, die dazwischen liegenden Schuttabschnitte erfordern wegen der Steinschlaggefahr sorgfältiges Gehen.

#### Über den Keschgrat

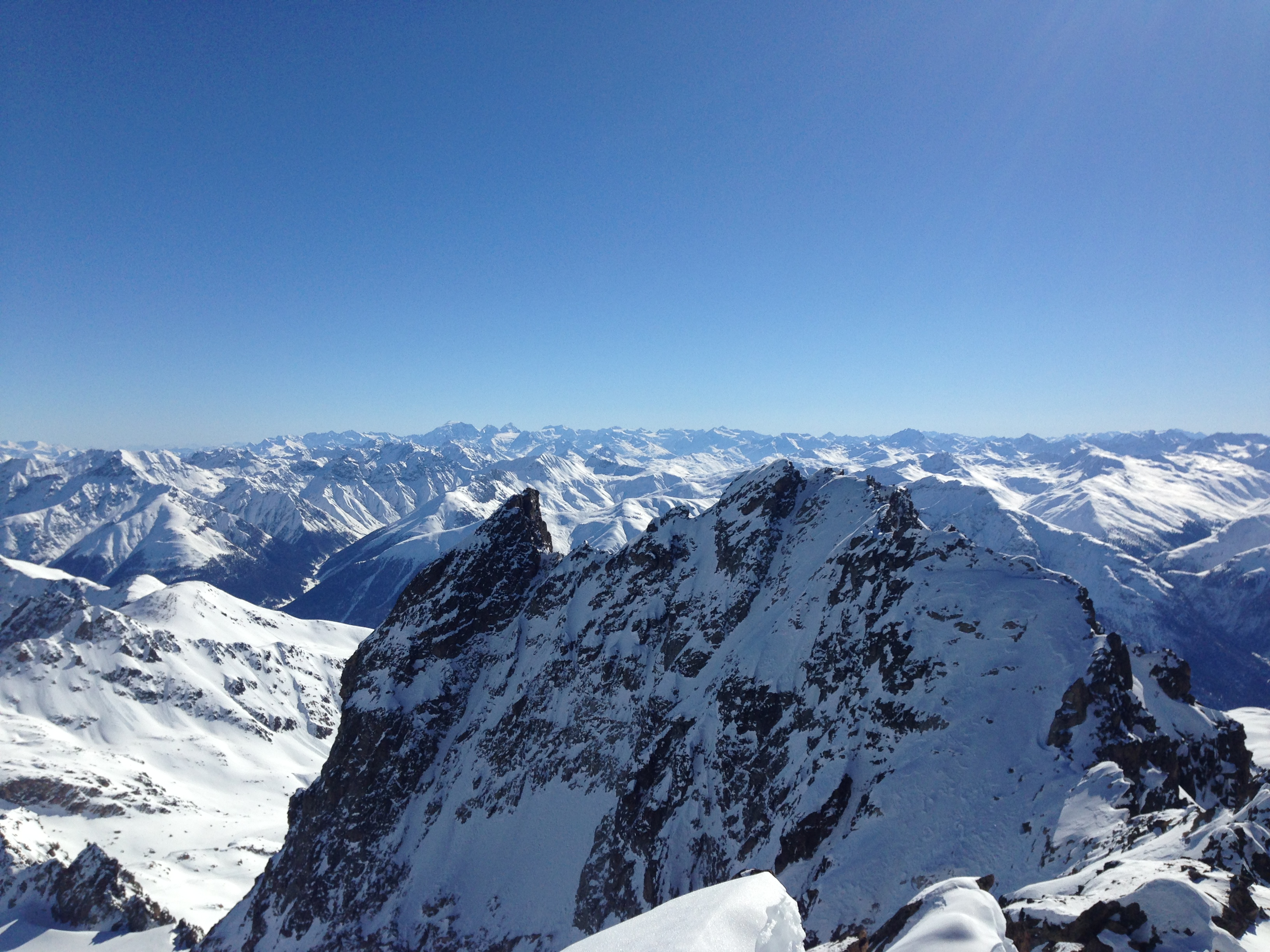
Blick vom Hauptgipfel über den Keschgrat zur Keschnadel

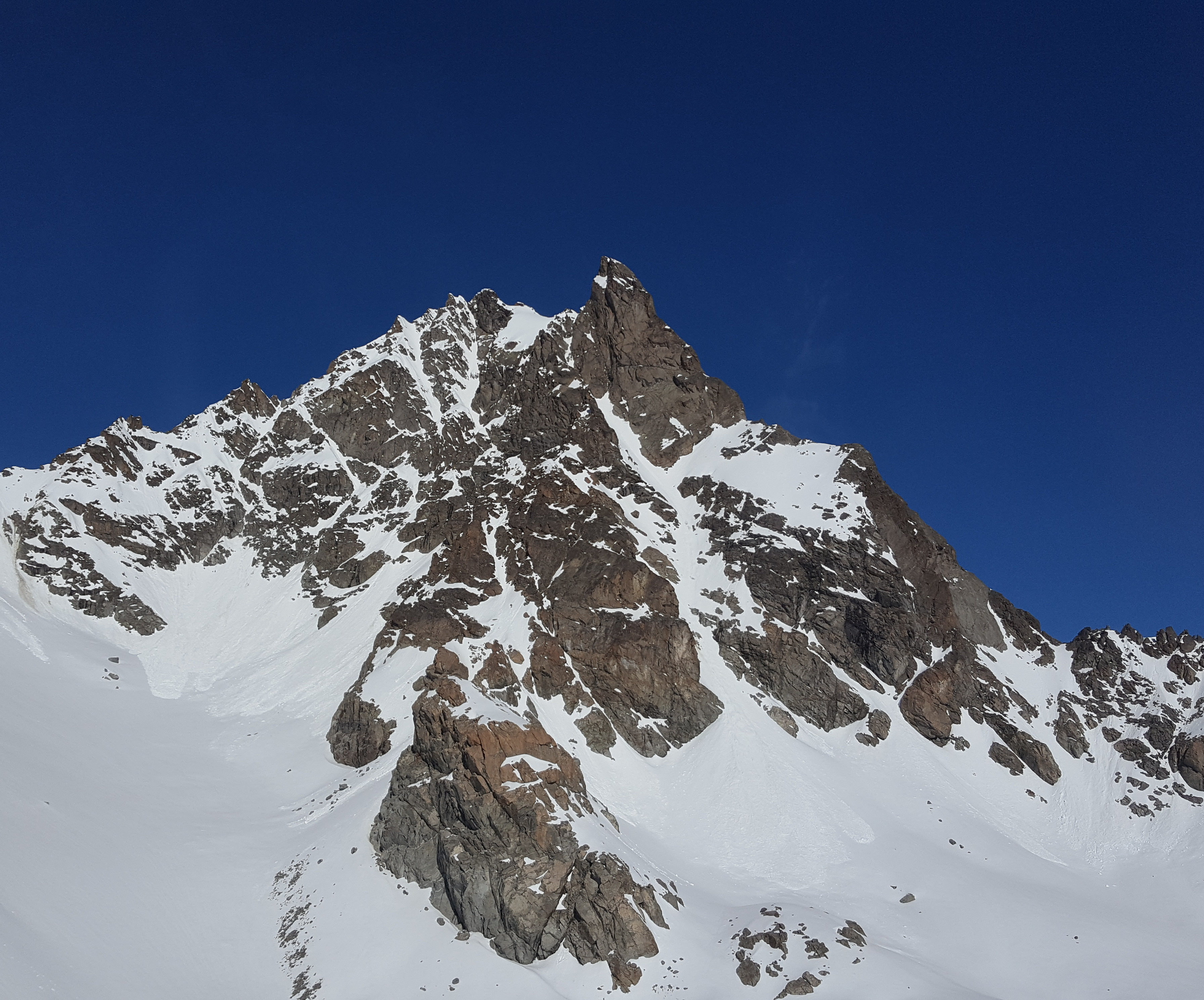
Die Keschnadel von Süden

Erstbesteigung: Paul Güssfeld mit Hans Grass, 28. September 1877 (vielleicht schon Jakob Planta, 1863)
- Ausgangspunkt: Keschnadel (3386 m)
- Schwierigkeit: WS
- Zeitaufwand: 1¾ Stunden
- Zur Keschnadel:

1. Von der Keschhütte oder Es-cha-Hütte über den Nordostgrat in 3¾ Stunden, Schwierigkeit ZS+
2. Von der Keschhütte oder Es-cha-Hütte durch die Ostwand in 4 Stunden vom Einstieg, Schwierigkeit SS

#### Über den Cotschengrat
Erstbesteigung: David Stokar und Karl Linnebach mit Peter Mettier, 26. Juli 1896
- Ausgangspunkt: Piz Cotschen (3195 m)
- Schwierigkeit: ZS−
- Zeitaufwand: 2 Stunden
- Zum Piz Cotschen:

1. Von der Es-cha-Hütte (2594 m) über den Südostgrat in 2 Stunden, Schwierigkeit L
2. Von der Es-cha-Hütte (2594 m) über den Nordhang in 2 Stunden, Schwierigkeit L

- Bemerkung: Da der Fels nicht über alle Zweifel erhaben ist, wird die Route nur noch selten begangen.

### Winterrouten

#### Von der Es-cha-Hütte (2594m)
- Via: Porta d'Es-cha (3008 m), Vadret da Porchabella, Skidepot auf ca. 3270 m, dann zum Nordostgrat
- Expositionen: SO, O
- Schwierigkeit: ZS−
- Zeitaufwand: 3½ Stunden

#### Von der Keschhütte (2632m)
- Via: Bis fast zur Porta d'Es-cha und dann wie bei Von der Es-cha-Hütte
- Expositionen: N, O
- Schwierigkeit: WS+
- Zeitaufwand: 3 Stunden